# Charles Schlumberger (Naturforscher)

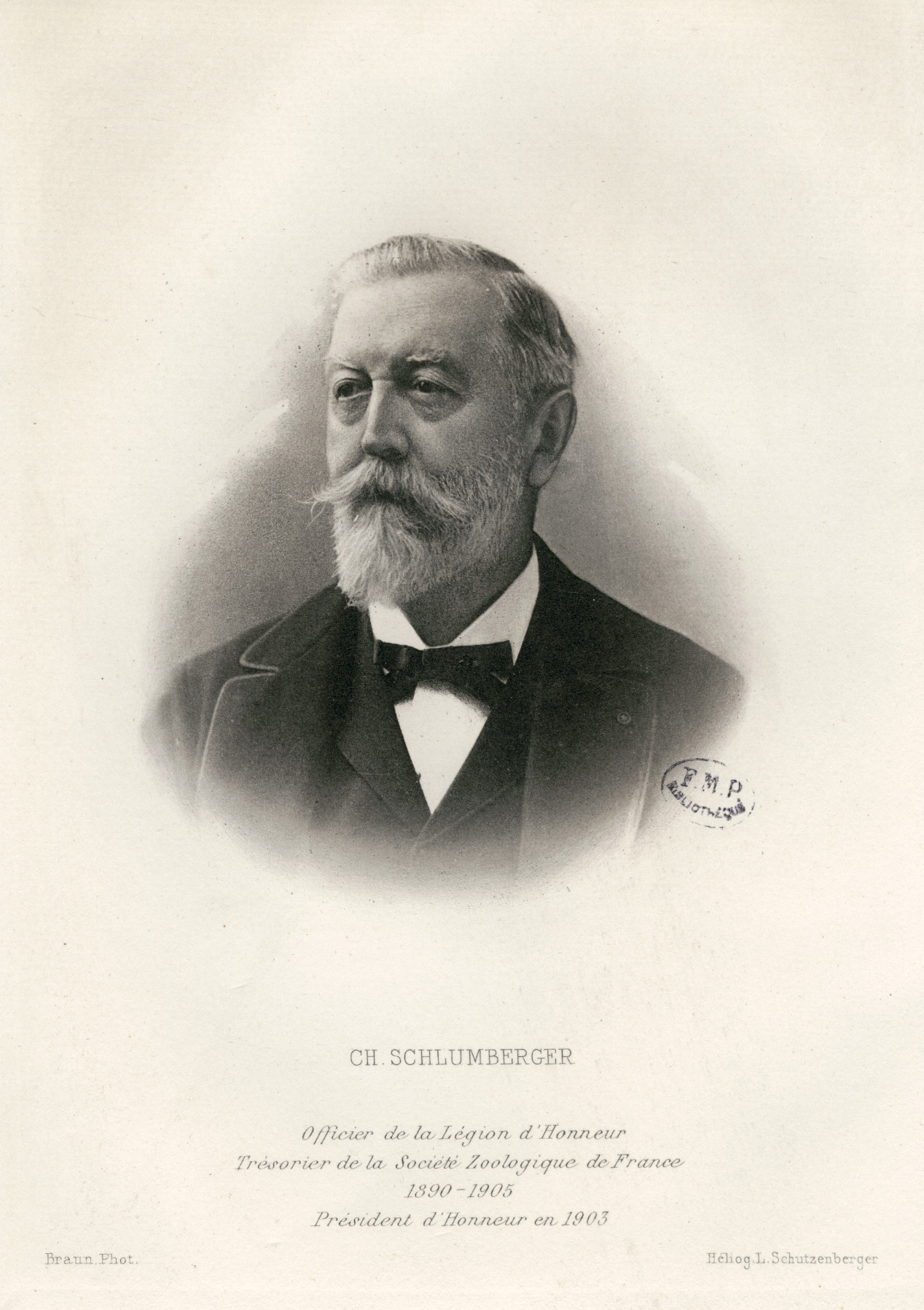
Charles Schlumberger
Braun (Photographie), L. Schutzenberger (Gravur)

Charles Schlumberger (* 29. September 1825 in Mulhouse (Mülhausen, Frankreich); † 12. Juli 1905 in Paris) war ein französischer Marine-Ingenieur, Paläontologe, Zoologe und Geologe. Er wurde vor allem durch seine Studien rezenter und fossiler Foraminiferen bekannt.

## Biographie
Charles Schlumberger ist der Sohn des Bankiers Charles Schlumberger (1798–1861) und von Émilie Zuber (1805–1848).
Er erhielt seine Ausbildung ab 1845 an der Polytechnischen Hochschule (École polytechnique) und verbrachte ab 1847 seine weitere Laufbahn beim Marine-Militärkorps beim Meeresingenieurwesen.
Nachdem er zum Marineingenieur ernannt worden war, wurde er 1849 für sechs Jahre in Toulon stationiert.
Im Jahr 1852 heiratete er in Rixheim Mélanie Zuber (1834–1906), mit der er sechs Kinder hatte.
Im Jahr 1855 wurde er weiter nach Nancy versetzt, wo er sich um die Beschaffung von „Marineholz“ für den Schiffsbau kümmerte.
Charles Schlumberger stand in Kontakt mit Paul Fliche, der an der École nationale des eaux et forêts in Nancy Botanik unterrichtete. Das einzige Originalexemplar von Enoplophthalmus schlumbergeri (Osmeriformes) gab er an den französischen Paläontologen, Ichthyologen und Herpetologen Henri Émile Sauvage weiter.
Er lernte dort auch den Geologen Olry Terquem kennen.
1879 wurde er dann nach Paris berufen, ließ sich aber bereits 1881 vorzeitig von seiner Anstellung als Chefingenieur der Marine pensionieren und widmete seine Zeit fortan als freiwilliger Forscher dem Paläontologielabor des Muséum National d’Histoire Naturelle (MNHN), wo er sich von Marineoffizieren Sedimente unterschiedlicher Herkunft schicken ließ.
Um 1882 begann er eine Zusammenarbeit mit Ernest Munier-Chalmas, mit dem er 1883 den (sexuellen) Dimorphismus bei den Foraminiferen beschrieb, insbesondere in der Ordnung Miliolida. Außerdem führte er Studien zur Evolutionsgeschichte der drei ausgestorbenen Foraminiferen-Gattungen durch: Orbitoides, Lepidocyclina und Miogypsina.
1888 wurde er zum Präsidenten der Société géologique de France gewählt.
Selbst nach dem Tod von Munier-Chalmas nahm er in seinen letzten Lebensjahren  er seine Studien über die Miliolida wieder auf.

## Werke und Veröffentlichungen
Anbei eine Auswahl von Werken (als Alleinautor und in Zusammenarbeit mit anderen):
- Note sur un foraminifère nouveau de la cote occidentale d'Afrique. In: Mémoires de la Société zoologique de France. Band 3, 1890, S. 211–213; WoRMS:146836, GoogleBooks.

– über neue Foraminiferen von der Westküste Afrikas.
- Révision des biloculines des grands fonds. In. Mémoires de la Société zoologique de France., Band 4, 1891, S. 542–579; BHL: 38546 S. 542, GoogleBooks. Siehe insbes. S. 556 & Fig. 13.

– eine Revision der Tiefsee-Bilokulinen: Foraminiferen mit zwei Kammern oder Kompartimenten (Gattung Pyrgo [Biloculina])
- Note sur les foraminifères des mers arctiques russes. In. Mémoires de la Société zoologique de France, Band 7, Paris 1894, S. 252–258; BHL: 112023 S. 252

– über Foraminiferen aus dem russischen arktischen Ozean
- La plastogamie dans les foraminifères. In: La Feuille des Jeunes Naturalistes, Band 3, Nr. 26, März & Mai 1896, Anm. Nr. 307, S. 128–133.

– zur Plastogamie bei Foraminiferen.
- Note sur le genre Miogypsina. In: Bulletin de la Société géologique de France, Band (3)28, Nr. 3, 1900, S. 327–333, Tafeln II und III; WoRMS:146846 oder via Foraminifera Db.

– über die Gattung Miogypsina
- Troisième note sur les orbitoïdes. In: Bulletin de la Société géologique de France, Band (4)3, Nr. 3, 1903, S. 273–289; WoRMS.146849 oder via Foraminifera Db, BHL: 30841795 S. 273

– dritte Abhandlung über die Gattung Orbitoides
Veröffentlichungen in Zusammenarbeit
- Ernest P. A. Munier-Chalmas, Charles Schlumberger: Nouvelles observations sur le dimorphisme des Foraminifères. In: Comptes rendus de l’Académie des sciences, Paris, (1. Januar) 1883; AbeBooks, AbeBook UK.

– neue Beobachtungen zum (sexuellen) Dimorphismus von Foraminiferen
- Ernest Charles Philippe Auguste Munier-Chalmas, Charles Schlumberger: Note sur les Miliolidées trématophorées,  In: Bulletin de la Société Géologique de France, F. Aureau, Paris 1885, S. 273–323, 9 Tafeln; BU-Université Catholique de l’Ouest:232748, GoogleBooks.

– über trematophore (perforierte „Siebplatten“ tragende) Miliolida

## Ehrungen
- Offizier der Ehrenlegion (Officier de la Légion d'honneur) im Jahr 1877[17]
- Kommandeur im  Orden der Heiligen Anna (Russland, Командор ордена Святой Анны Komandor ordena Swjatoi Anny, französisch Commandeur de l'Ordre de Sainte-Anne)

### Eponymie
Zu den nach Charles Schlumberger benannten Taxa gehören:
- Enoplophthalmus schlumbergeri Sauvage, 1880[5]
- Sigmoilopsis schlumbergeri Silvestri, 1904 (Foraminifera)[18][19]
- Quinqueloculina schlumbergeri Wiesner, 1923 (Foraminifera)[20][19]
- Die Hasenart Lepus schlumbergeri Saint-Loup, 1894 wurde sowohl nach Charles Schlumberger als auch nach einem seiner Söhne benannt.[21]

## Mitgliedschaft in wissenschaftlichen und anderen Organisationen
- Société géologique de France, als Präsident ab 1888.
- Société zoologique de France, Mitglied von 1890 bis 1903.
- Société de géographie, Vize-Präsident 1893.
- Association lyonnaise des amis des sciences naturelles (Verein der Freunde der Naturwissenschaften, Lyon), Mitglied 1874.
- Association des Alsaciens-Lorrains à Paris (Verein der Elsass-Lothringer in Paris), Direktor.
- Croix-Rouge française (Französisches Rotes Kreuz), Association des Dames Françaises, 1879.[22]